# Castrofilippo
Castrofilippo ist eine Stadt im Freien Gemeindekonsortium Agrigent in der Region Sizilien in Italien mit 2592 Einwohnern (Stand 31. Dezember 2023).

## Lage und Daten
Castrofilippo liegt 22 km östlich von Agrigent. Der Haupterwerb der Einwohner ist die Landwirtschaft.
Derzeit wird das Bürgermeisteramt (italienisch: Sindaco) von Salvatore Ippolito bekleidet. Dieser befindet sich in seiner zweiten Amtszeit, welche jeweils 4 Jahre beträgt. Der Gemeinderat (italienisch: consiglio comunale) von Castrofilippo besteht aus 15 Mitgliedern. Der Vorsitzende ist Salvatore Graci.
Die Nachbarorte sind Canicattì, Favara, Naro und Racalmuto.

## Geschichte
Der Ort wurde im Jahre 1584 von Stefano Morreale gegründet.

## Sehenswürdigkeiten
- Die Altstadt mit verwinkelten Gassen
- Die Pfarrkirche aus dem 18. Jahrhundert, sie ist der Rosenkranzmadonna geweiht